# Dimorphosiphon
Dimorphosiphon, fosilni rod zelenih algi smješten u vlastitu porodicu Dimorphosiphonaceae, dio reda Bryopsidales. Pripada joj dvadesetak dvije vrste

## Vrste
1. Dimorphosiphon diadromus Gnilovskaja
2. Dimorphosiphon talbotorum D.W.Boyd